# Филолошко-уметнички факултет Универзитета у Крагујевцу
Филолошко-уметнички факултет Универзитета у Крагујевцу (скраћено ФИЛУМ) најмлађи је факултет Универзитета у Крагујевцу. Ова високошколска образовна, научна и уметничка институција основана је 2002. као квалитативно нова форма рада и развоја три дотадашња наставна одељења матичних факултета Универзитета у Београду и Универзитета уметности у Београду, која су почела са радом 1996. године.
Одлуком Владе Републике Србије од априла 2002. ова одељења се спајају у јединствен факултет, који добија име Филолошко-уметнички факултет. Године 2005. почиње реформа факултета и примена принципа Болоњске декларације. Све студијске групе су направиле нове, модерне планове и програме усклађене са Болоњском декларацијом и новим Законом о високом образовању, који су прошли предакредитацију усвајањем на Наставно-научном већу Универзитета у Крагујевцу, а 2006. године студије уписује прва генерација студената који ће радити по реформисаном плану и програму.
ФИЛУМ је први факултет у Србији који је покренуо реформисане докторске студије из области филологије (језик и књижевност). Дана 15. маја 2009. ФИЛУМ је добио акредитацију. ФИЛУМ је домаћин Међународног скупа: Српски језик, књижевност, уметност (од 2006. године), као и Научног скупа младих филолога Србије (од 2009. године). Године 2012. организована је Међународна конференција - Студије хиспанистике - традиција, изазови, иновације.

## Локација
Пошто нема свој простор, ФИЛУМ ради на више локација у граду Крагујевцу. Током 2012. године настава се одвијала на 12 локација у Крагујевцу. У току су предрадови за изградњу зграде ФИЛУМ-а, чија би прва фаза требало да буде изграђена наредне године.

## Управа
Декан ФИЛУМ-а је мр Зоран Комадина, редовни професор на Одсеку за музичку уметност
Продекан за наставу је др Владимир Поломац, ванредни професор на Одсеку за филологију.
Продекан за научно-истраживачки рад и међународну сарадњу је др Никола Бубања, ванредни професор на Одсеку за филологију.
Продекан за уметност и односе са јавношћу је др Јелена Атанасијевић, ванредни професор на Одсеку за примењене и ликовне уметности.

## Одсеци
Данас ФИЛУМ чине три одсека: 
- Одсек за филологију
- Одсек за музичку уметност
- Одсек за примењену и ликовну уметност

### Одсек за филологију
Одсек за филологију чини шест катедара: 
- Катедра за српски језик: шеф Катедре је ванр. проф. др Сања Ђуровић
- Катедра за српску књижевност: шеф Катедре је ванр. проф. др Часлав Николић
- Катедра за романистику: шеф Катедре је ред. проф. др Катарина Мелић
- Катедра за хиспанистику: шеф Катедре је доц. др Мирјана Секулић
- Катедра за германистику: шеф Катедре је доц. др Марина Петровић Јилих
- Катедра за англистику: шеф Катедре је ред. проф. др Мирјана Мишковић Луковић
- Катедра за италијанистику: шеф Катедре је доц. др Данијела Јањић

У оквиру ових катедара организују се студије српског језика и српске књижевности, француског језика и француске књижевности, шпанског језика и хиспанских књижевности, немачког језика и њемачке књижевности и енглеског језика, енглеске књижевности и италијанске књижевности.
Шеф Одсека за филологију је доц. др Јелена Петковић.

### Одсек за музичку уметност
Одсек за музичку уметност има седам студијских група: 
- Катедра за општу музичку теорију и педагогију
- Катедра за хармонику
- Катедра за гудачке инструменте:
  - Виолина
  - Виола
  - Виолончело
  - Контрабас
- Студијска група за флауту
- Катедра за соло певање
- Катедра за музику у медијима
- Катедра за клавир

Планира се и отварање студијских група гитаре и дувачких инструмената.
Шеф Одсека за музичку уметност је др ум. Љуба Бркић, ванредни професор.

### Одсек за примењену и ликовну уметност
Одсек за примењене уметности има три студијске групе: 
- Графички дизајн
- Ликовне уметности
- Унутрашња архитектура.

Шеф Одсека за примењену уметност је Видан Папић, редовни професор.

## Издавачка делатност
ФИЛУМ издаје часопис Наслеђе, који излази три пута годишње, а објављује радове из књижевности, језика, уметности и културе. Такође издавач је и часописа Липар. Осим тога, ФИЛУМ развија и своју издавачку делатност, објављивањем монографија, уџбеника, практикума и зборника из струке.